# Louise-Denise Damasse
Louise-Denise Damasse, née à Houdan le 7 octobre 1901 et morte le 8 octobre 1987 à Vernon (Eure), est une peintre portraitiste et une résistante française.

## Biographie
Élève de Jeanne Thil, elle expose au Salon des artistes français dès 1924. 
Ses œuvres sont conservées au musée Alphonse-Georges-Poulain de Vernon.
Professeure de dessin au collège Moderne de Vernon, membre des FFI, elle est agent de liaison durant la Deuxième Guerre mondiale et reçoit les remerciements américains du Général Eisenhower. Elle publie aussi chaque jour durant l'occupation nazie son journal de guerre dans le Démocrate Vernonnais. Elle anime alors le groupe Le Réseau qu'elle a fondé en octobre 1940,,.

## Distinctions
- Croix de guerre 1939–1945
- Médaille de la Résistance française (décret du 6 septembre 1945)[8]
- Chevalier de l'ordre des Palmes académiques
- Croix du combattant volontaire de la Résistance

## Postérité
Une rue de Vernon porte son nom.